# Carbur de tungstè
El carbur de wolframi, carbur de tungstè o Widia és un compost ceràmic format per wolframi i carboni. Pertany al grup dels carburs, amb composició química de W ₃ C fins W₆ C. S'utilitza fonamentalment, a causa de la seva elevada duresa, en la fabricació de maquinàries i estris per treballar l'acer. D'aquesta característica prové el nom de widia, abreviatura de l'alemany "Wie Diamant" (com el diamant).
A causa de la seva elevada duresa i escassa ductilitat, s'elaboren peces d'aquest material en forma de pols, afegint entre un 6 i un 10% de cobalt. Els grans del carbur de wolframi, emprats en el procés, solen tenir diàmetres d'entre 0,5 i 1 micròmetres. La pols es premsa i les peces obtingudes s'escalfen sota pressió de 10.000 a 20.000 Bar, fins a, aproximadament, 1.600 °C per sota del punt de fusió del carbur. En aquestes condicions, la massa es compacta per sinterització, ja que el cobalt actua com cola entre els grans del carbur.
L'acabat final de les peces només es pot realitzar amb mètodes abrasius. També és possible treballar amb màquines d'electroerosió de fil o penetració.
El tipus de material generat a partir d'aquest mètode es coneix com a CERMET, de les sigles angleses ceramic metal.

## Història

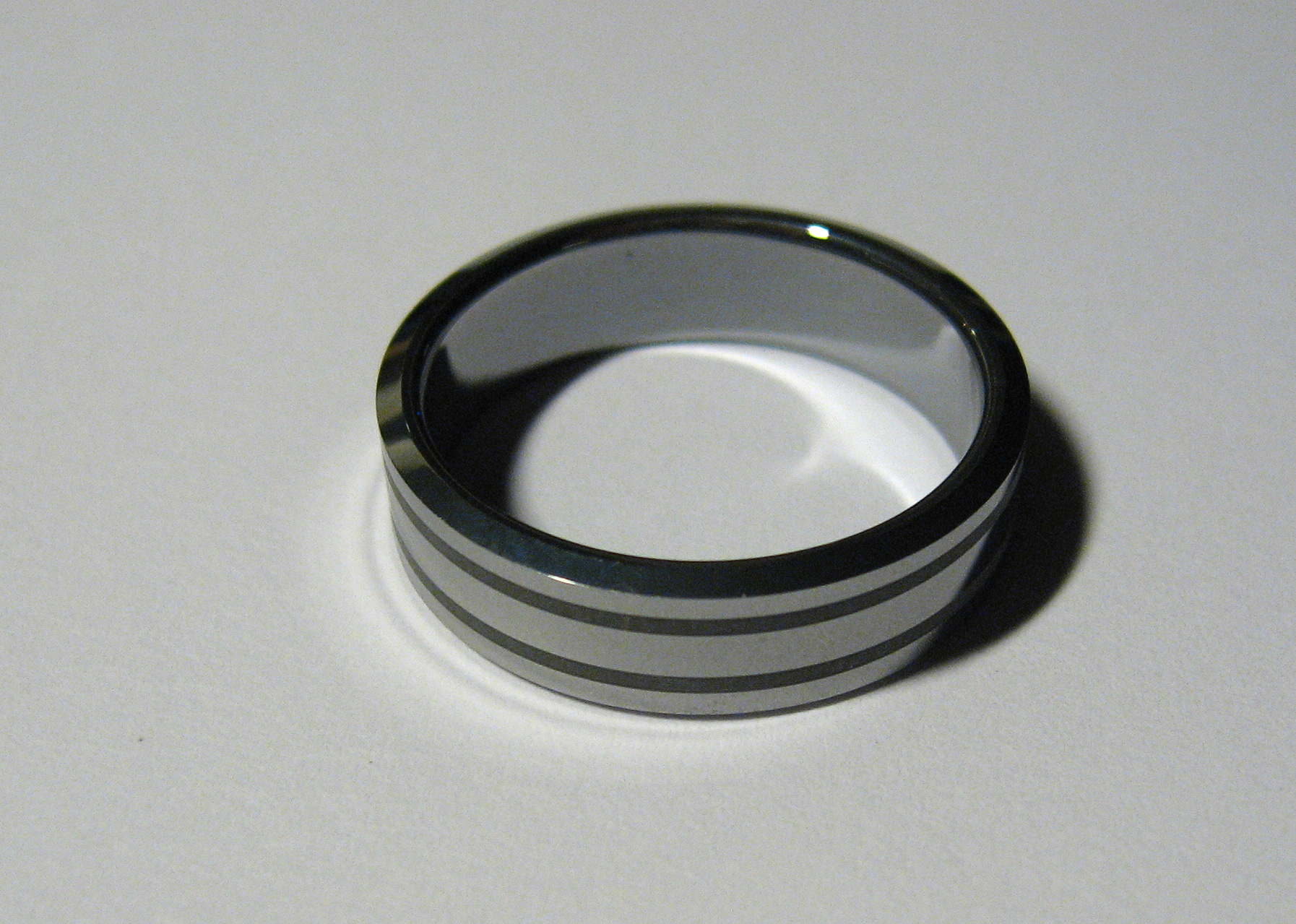
Anell de carbur de tungstè

El carbur de wolframi va ser descobert pel químic i Premi Nobel francès Henri Moissan. Moissan va adaptar el forn elèctric per a experiments científics i va descobrir diversos carburs, entre ells el de carbur de silici o carborúndum, anomenat en el seu honor moissanita.
L'any 1897, procurant aconseguir diamant artificial, Moissan va barrejar partícules metàl·liques de wolframi i de sucre (pel seu contingut de carboni), escalfant la mescla a alta temperatura. El resultat va ser una massa blava fosca d'una gran duresa: el carbur de wolframi. No obstant això, encara que va registrar el seu descobriment i va identificar els components, la fragilitat del compost era inoperant.
Durant la Primera Guerra Mundial, es van fer alguns experiments a Alemanya de sinterització de partícules de carbur de wolframi. Les partícules de carbur de wolframi van ser premsades de diverses maneres a alta pressió i es van tractar tèrmicament. De nou, el producte resultant va resultar fràgil per processar-lo industrialment.
No seria fins a l'any 1923 que uns enginyers de la fàbrica berlinesa de bombetes OSRAM, llicenciada per General Electric, van aconseguir sintetitzar un producte a base de carbur de wolframi utilitzant com a aglomerant un 10% de cobalt. El cobalt va donar tenacitat a l'aliatge permetent, així, el seu ús industrial. D'aquesta manera, van culminar la cerca de diversos anys per produir un "metall dur com el diamant" (en alemany: Hartmetall wie ein Diamant).
Aquesta recerca ja havia començat 3 anys abans. L'enginyer Karl Schröter, juntament amb el seu ajudant Baumhauer, es va plantejar substituir els nuclis de diamant natural utilitzats com a muntura en el trefilar,
que es feia servir per al trefilatge dels filaments de bombetes, les quals eren de wolframi tou però abrasiu.
Aquest sistema de trefilatge desenvolupat per General Electric el 1907 (mètode de l'enginyer William Coolidge), havia consagrat l'ús del wolframi com el millor metall disponible i el més econòmic, substituint al ruteni i a l'osmi. No obstant això, els nuclis de diamant eren un problema a causa de l'elevat cost de la matèria primera i de la dificultat de trobar-la a l'Alemanya de la postguerra, sobretot després de la pèrdua de les colònies sud-africanes. Per això, l'èxit d'aquest primer metall dur va ser immediat. Tot i que era car de produir, era molt més econòmic que el diamant i més tenaç. La seva menor resistència al desgast quedava compensada per la seva resistència al trencament.

### Fabricants d'eines
El fabricant d'acer Krupp, proveïdor d'Osram, es va mostrar immediatament interessat en el descobriment i va comprar el 1925 els drets de producció. Krupp voler desenvolupar l'invent aplicant-lo també com a material per a eina de tall. En record de la motivació dels seus descobridors, va patentar aquest nou material amb el nom acrònim WIDIA (Wie Diamant = Com el diamant), però abans va haver de lliurar una batalla legal amb l'empresa alemanya Walter (de Tubingen), que havia desenvolupat un material similar anomenat DINYT.
Hi va haver un acord entre Krupp i Walter: aquest últim renunciava als seus drets sobre el nou material, i a canvi Krupp es comprometia a no fabricar eines de fresat durant 40 anys.
Les primeres eines de tall es van mostrar a la Fira de Leipzig el 1927 a l'estand de l'empresa Robert Zapp distribuïdora universal per llavors de tots els productes Krupp. Per economitzar el material, les eines es construïen amb el mànec d'acer i en l'extrem és soldada el tall de Metal duro. El Metal duro és el nom d'un material que es fa servir en la metal·lúrgia (aclariment: apareix el nom tal com l'escriu l'autor, però en cursiva, ja que no s'ha pogut trobar l'equivalent del material en català). El seu inventor va ser Walter Dahwil, enginyer cap de desenvolupament en el nou departament de Krupp, i servia per tornejar peces de fosa grises i fileres de Metal duro.
Paral·lelament, General Electric desenvolupar el seu propi Metal duro. El 1925, sota la direcció de Samuel Hoyt, es va crear un departament a Michigan anomenat Carbolloy, a fi de produir aquest material a un cost menor. Hoyt va aconseguir reduir-lo a la quarta part en menys de 5 anys. El material va perdre llavors la seva aura de metall exòtic, i va començar a ser considerat pels enginyers per desenvolupar noves aplicacions.
Durant els anys 30, l'empresa distribuïdora de Krupp i General Electric acordar un càrtel que excloïa la competència. Krupp no interferiria en els negocis americans de GE, i GE no entraria en el mercat europeu. Durant uns anys es va mantenir un preu artificialment alt que va reportar grans guanys a les dues companyies. Les autoritats anti-trust de l'època començarien anys més tard a pressionar sobre el càrtel. Tot i això, a Europa van començar a aflorar competidors que es van dedicar a fabricar varietats amb diferents aliatges i ingredients:
- Paul Schwarkopf, fundador de Plansee, una foneria austríaca, va afegir un nou ingredient al WC el 1929. Aquest element, el Carbur de Titani, proporcionava una gran resistència a l'abrasió que produïen els encenalls llargues dels acers, en fregar-lo amb la superfície de despreniment de les eines de tornejar. Va donar origen als primers "cermets".

- Magnus Tigerschiold, Cap d'Enginyeria de Materials de la foneria sueca Fagersta, coneixedor del nou material i la seva tecnologia, va creure necessari acceptar el repte llançat feia uns anys pel gegant de l'acer alemany: al costat de la crisi del 29, el nou material era un gran risc per al negoci tradicional de Fagertsta. A més d'acer de construcció, produïa acer ràpid i extra ràpid per a la fabricació d'eines de tall. El 1932 van llançar el seu propi Metal duro amb la marca SEC -del llatí "Jo Curt" --

- Philip McKenna, fundador de Kennametal Inc. el 1937 esquivar el càrtel widia-Carboloy, patentant una nova qualitat de Metal duro per treballar acers. Les acusacions de col·laboracionisme amb l'Alemanya nazi contra General Electric va afavorir una gran prosperitat a Kennametal durant la Segona Guerra Mundial, esdevenint el primer proveïdor de l'exèrcit USA, subministrant munició i blindatges de Metal duro per als tancs Sherman.

- El 1932 l'acería Bohler comença la fabricació, en Düsseldorf, de les eines soldades marca Bohlerit.

- A França, Henry Garih funda Safety, la qual amb el temps donaria origen al conglomerat Frances Ugine Carbon.
- A Suïssa neix la marca Stellram, desenvolupada per l'empresa Sterling.
- A Anglaterra es crea Wimet (acrònim de widia Metal).

- Al Japó, el fundador de l'empresa Toshiba Electric, gran admirador de Thomas Alva Edison en la seva joventut i pare de l'electrificació del Japó, patenta el 1931 el seu Metal duro " Tungaloy ". El 1935 fabriquen les primeres eines amb placa de fixació mecànica, uns anys abans que Kennametal.
- Més tard, Mitsubishi obre la seva planta de producció d'eines soldades de Metal duro.
- Sumitomo s'incorpora a la nova tecnologia en 1934 amb el llançament de la seva marca Igetaloy.

- El 1942, la companyia sueca Sandvik comença la fabricació d'eines soldades marca Coromant (Acrònim de Corona i Diamant). Corona era la marca comercial amb què es coneixia el HSS de Sandvik a l'època.

Reben la llicència de l'empresa Lumpen, que fabricava bombetes, i que va canviar la seva activitat per produir armament.
- El 1952, Stef Wertheimer funda Israelian Carbide-Iscar als voltants del port de Haifa a Israel.
- A la fi de la 2a Guerra Mundial els aliats van entrar a la Factoria d'Essen, on es produïa el Metal duro widia. Allà van interrogar durant setmanes als tècnics i responsables de producció sobre els seus mètodes. El resum escrit va ser anomenat el "Informe BIOS" i serviria durant anys com a manual de fabricació de Metal duro, secretament distribuït a diversos països d'influència anglo-americana

## Dades fisicoquímiques
- densitat: 14,95 g/cm  3 .
- Resistència a la pressió: 5300 - 7000 MPa.
- Mòdul d'elasticitat: 600 GPA.
- Coeficient d'expansió tèrmica: 4,5-5,6 x 10  -6  K -1.
- Conductivitat tèrmica: 60 - 80 W m  -1  K  -1 .
- Capacitat calòrica: 200-480 JK -1 kg -1.
- duresa segons Vickers: 1550 kgf mm -2 .

## Aplicacions
El carbur de wolframi es fa servir, sobretot, en l'elaboració d'estris de tall per treballar metalls o l'acer. També es construeixen algunes peces que requereixen elevada resistència tèrmica o mecànica, com coixinets d'eixos, etc. Davant dels metalls durs té l'avantatge de mantenir la seva duresa fins i tot a elevades temperatures.
En els últims anys, també s'han elaborat materials semblants a base de nitrur de titani o carbur de titani que, fins i tot, poden tenir una resistència tèrmica més elevada. Capes finíssimes d'aquests materials s'utilitzen per recobrir fils de tall augmentant la seva resistència al desgast (15-30%). També es fa servir molt freqüentment en matriceria.
El carbur de wolframi és un gran desconegut: el seu ús en la fabricació moderna de tota mena de màquines i automòbils permet obtenir a un cost relativament baix. És un material estratègic. El govern nord-americà l'inclou dins dels materials de categoria vital al costat d'altres materials i productes com el petroli. En aquest cas, es fan reserves de 6 mesos, anomenades Stock Piles, mitjançant les quals es vol preveure possibles errors de subministrament a causa de fenòmens naturals o guerres.